# Bucanieri (romanzo)
Bucanieri (The Buccaneers) è un romanzo di Edith Wharton, rimasto incompiuto a causa della morte dell'autrice nel 1937. Il romanzo è ambientato nel 1870, nel periodo in cui Wharton era una ragazza. Siccome era incompiuto al momento della sua morte, fu pubblicato mutilo nel 1938: il manoscritto di Wharton termina con Lizzy che invita Nan a una festa in casa alla quale è stato invitato anche Guy Thwarte. La prima edizione del libro è quella del 1938 a cura della casa editrice Penguin Books, con sede a New York. Dopo un po' di tempo, Marion Mainwaring completò il romanzo seguendo lo schema dettagliato del romanzo di Wharton nel 1993, e nel 1994 uscì la prima traduzione in italiano.
Con il termine bucanieri la scrittrice vuole indicare gli statunitensi che, forti delle loro ricchezze, possono andare all'assalto dell'Europa per accaparrarsi opere d'arte e parentele nobili come i pirati all'arrembaggio.

## Trama
Il libro narra le vicende di cinque giovani ragazze statunitensi che, essendo state respinte dalla buona società di New York, per il fatto che la fortuna della loro famiglia è troppo recente, decidono di recarsi in Inghilterra dove sperano di ottenere, grazie alla ricchezza del padre e alla loro gioventù e bellezza, dei matrimoni vantaggiosi. Intrighi e unioni importanti si susseguono sotto la guida della governante italo-inglese delle ragazze, Laura Testvalley, cugina dell'artista pre-raffaellita Dante Gabriel Rossetti.

## Adattamenti
- 1995 - The Buccaneers, in onda su BBC1 (miniserie)[1]
- 2023 - The Buccaneers in onda su Apple TV+ (serie tv)

## Edizioni italiane
- Bucanieri, traduzione di C. Gabutti, a cura di M. Mainwaring, Collezione Narratori della Fenice, Parma, Guanda, 1994. TEADUE, 1998; Corbaccio, 2001.